# 표성대
표성대(表成大, 1977년 7월 13일 ~ )는 전 KBO 리그 두산 베어스의 포수이며, 롯데 자이언츠 프런트 영업사원이다.

## 경력
포수 출신이고 부산고 - 동국대를 나왔으며 두산 베어스에서 선수 생활을 했는데 본인에 앞서 고교 2년 선배 주형광이 동국대로 갈 뻔 했지만 프로 입단으로 급선회했고 2005년 1월 10일에 롯데의 전력 분석원으로 채용되었다.
김풍철과 마찬가지로 2020 신인 드래프트 때 타임을 한 번도 안 불렀다.

## 출신학교
- 부산고등학교
- 동국대학교

## 등번호
- 12번